# García I. (Navarra)

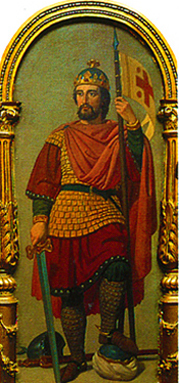
García I. Sánchez in einer Darstellung des 19. Jh.

García I. Sánchez (* um 919; † 22. Februar 970) war von 931 bis 970 König von Navarra aus dem Haus Jiménez. Er war ein Sohn von König Sancho I. Garcés und der Toda Aznárez.

## Geschichte
Da García beim Tod seines Vaters im Jahr 925 erst sechs Jahre alt war, übernahm zunächst sein Onkel Jimeno Garcés die Herrschaft in Pamplona. Als dieser 931 starb, beanspruchte ein weiterer Onkel, Íñigo Garcés, die Regentschaft für sich, doch wurde dieser im Jahr 933 von Toda erfolgreich aus Pamplona verdrängt. García jedenfalls war seit 931 als zwölfjähriger dem Namen nach amtierender König, doch führte seine Mutter die tatsächliche Regentschaft. Im Jahr 934 fielen Truppen des Kalifen Abd ar-Rahman III. in Navarra ein; dieser zwang Toda zur Unterwerfung unter die Oberherrschaft des Kalifats von Córdoba, anerkannte zugleich aber ihren Sohn als König. Um dieselbe Zeit übernahm García selbst die Herrschaft und heiratete Andregoto, die Erbin der östlich an Navarra angrenzenden Grafschaft Aragón. Noch vor 943 trennte er sich von ihr und heiratete Teresa, die erstmals in diesem Jahr urkundlich genannt wird, und möglicherweise eine Tochter des Königs Ramiro II. von León war. Letztmals wird sie im September 957 urkundlich genannt.
Im Jahr 939 konnte ein vereintes christliches Heer unter der Führung Ramiros II. von León in der siegreichen Schlacht von Simancas die Macht des Kalifen nördlich des Duero beenden. Später engagierte sich García in den leónesischen Bruderkampf zugunsten seines Neffen Sancho I. gegen dessen Halbbruder Ordoño III. 958 gewährte er Sancho I. Exil in Pamplona, nachdem dieser von Ordoño IV. aus León verdrängt worden war. Nun im Bund mit dem Kalifen konnte er im Jahr darauf seinen Neffen wieder auf den Thron von León restaurieren. García starb am 22. Februar 970 und wurde in der Kapelle der Burg San Esteban bei Villamayor de Monjardín bestattet.

## Nachkommen
Aus seiner ersten Ehe mit Andregoto von Aragón († 971) hatte er einen Sohn:
- Sancho II. Garcés († 994), König von Navarra, Graf von Aragón.

Aus der zweiten Ehe mit Teresa († nach 957) hatte er drei Kinder:
- Ramiro Garcés († 981), König von Viguera.
- Urraca Garcés; ⚭ (1) Graf Fernán González von Kastilien († 970), ⚭ (2) Wilhelm II. von Gascogne († wohl 996).
- Jimeno Garcés († nach 979).[9]